# Hrvatski telekom Prva liga 2019/2020
Prva hrvatska nogometna liga 2019/2020 (oficiálně nazvaná podle sponzora Hrvatski telekom Prva liga) byla 29. ročníkem nejvyšší chorvatské fotbalové soutěže. Účastnilo se jí 10 klubů.

## Týmy
23. dubna 2019 chorvatská fotbalová federace oznámila první vlnu udělení licencí pro ročník 2019-20. Pro tuto sezonu obdrželo nejvyšší licenci pouze 9 klubů: Dinamo Záhřeb, Gorica, Hajduk Split, Inter Zaprešić, Istra 1961, Osijek, Rijeka, Slaven Belupo a Varaždin. Všechny tyto týmy (až na Varaždin) také obdržely licenci pro účast v soutěžích UEFA. Ve druhé fázi rozdávání licencí se kluby, které ji ještě nemají, mohou proti rozhodnutí odvolat.

### Stadiony a lokace
| Dinamo Zagreb        | Gorica                        | Hajduk Split            | Inter Zaprešić           |
| -------------------- | ----------------------------- | ----------------------- | ------------------------ |
| Stadion Maksimir     | Gradski stadion Velika Gorica | Stadion Poljud          | Stadion ŠRC Zaprešić     |
| Capacity: 35,123     | Capacity: 5,000               | Capacity: 34,198        | Capacity: 5,228          |
|                      |                               |                         |                          |
| Istra 1961           |                               |                         | Lokomotiva               |
| Stadion Aldo Drosina | Stadion Kranjčevićeva         |                         |                          |
| Capacity: 9,800      | Capacity: 8,850               |                         |                          |
|                      |                               |                         |                          |
| Osijek               | Rijeka                        | Slaven Belupo           | Varaždin                 |
| Stadion Gradski vrt  | Stadion Rujevica              | Stadion Ivan Kušek-Apaš | Stadion Anđelko Herjavec |
| Capacity: 18,856     | Capacity: 8,279               | Capacity: 3,205         | Capacity: 8,850          |
|                      |                               |                         |                          |

| Klub           | Město         | Stadión                       | Kapacita | Ref.  |
| -------------- | ------------- | ----------------------------- | -------- | ----- |
| Dinamo Zagreb  | Záhřeb        | Maksimir                      | 35,423   | [ 2 ] |
| Gorica         | Velika Gorica | Gradski stadion Velika Gorica | 5,000    | [ 2 ] |
| Hajduk Split   | Split         | Poljud                        | 34,198   | [ 3 ] |
| Inter Zaprešić | Zaprešić      | Stadion ŠRC Zaprešić          | 5,228    | [ 4 ] |
| Istra 1961     | Pula          | Stadion Aldo Drosina          | 9,800    | [ 5 ] |
| Lokomotiva     | Záhřeb        | Kranjčevićeva1                | 8,850    | [ 6 ] |
| Osijek         | Osijek        | Gradski vrt                   | 22,050   | [ 7 ] |
| Rijeka         | Rijeka        | Rujevica                      | 8,279    | [ 8 ] |
| Slaven Belupo  | Koprivnica    | Stadion Ivan Kušek-Apaš       | 3,205    | [ 9 ] |
| NK Varaždin    | Varaždin      | Stadion Anđelko Herjavec      | 8,850    |       |

- 1 Lokomotiva odehraje domácí zápasy na Stadionu Kranjčevićeva, protože její stadionm neobdržel licenci. Stadion patří týmu NK Zagreb.

| Hodnota | Administrativní dělení Chorvatska | Počet týmů | Klub(y)                    |
| ------- | --------------------------------- | ---------- | -------------------------- |
| 1       | Záhřeb                            | 2          | Dinamo Zagreb a Lokomotiva |
| 1       | Záhřebská župa                    | 2          | Gorica, Inter Zaprešić     |
| 2       | Istria                            | 1          | Istra 1961                 |
| 2       | Koprivnica-Križevci               | 1          | Slaven Belupo              |
| 2       | Osijek-Baranja                    | 1          | Osijek                     |
| 2       | Primorje-Gorski Kotar             | 1          | Rijeka                     |
| 2       | Split-Dalmatia                    | 1          | Hajduk Split               |
| 2       | Varaždinská župa                  | 1          | Varaždin                   |

### Vedení a dresy
| Klub           | Trenér           | Kapitán            | Výrobce dresů | Sponzor              |
| -------------- | ---------------- | ------------------ | ------------- | -------------------- |
| Dinamo Zagreb  | Nenad Bjelica    | Arijan Ademi       | Adidas        | Lana grupa           |
| Gorica         | Sergej Jakirović | Kristijan Kahlina  | Alpas         | JAF J.u.A. Frischeis |
| Hajduk Split   | Igor Tudor       | Mijo Caktaš        | Macron        | Tommy                |
| Inter Zaprešić | Željko Petrović  | Tomislav Mazalović | Joma          | B2 Assets            |
| Istra 1961     | Ivan Prelec      | Marin Grujević     | Kelme         | Croatia Osiguranje   |
| Lokomotiva     | Goran Tomić      | Fran Karačić       | Nike          | Crodux               |
| Osijek         | Ivica Kulešević  | Mile Škorić        | Nike          | DOBRO                |
| Rijeka         | Simon Rožman     | Alexander Gorgon   | Joma          | Sava Osiguranje      |
| Slaven Belupo  | Tomislav Stipić  | Mateas Delić       | Adidas        | Belupo               |
| Varaždin       | Samir Toplak     | Leon Benko         | Legea         | TOKIĆ                |

### Trenérské změny
| Tým            | Odvolaný/rezignující trenér | Datum odchodu trenéra | Nově nastoupivší trenér | Datum nástupu trenéra | Pozice v tabulce |
| -------------- | --------------------------- | --------------------- | ----------------------- | --------------------- | ---------------- |
| Istra 1961     | Igor Cvitanović             | 11. června 2019       | Ivan Prelec             | 15. června 2019       | Před sezonou     |
| Varaždin       | Branko Karačić              | 17. června 2019       | Borimir Perković        | 22. června 2019       | Před sezonou     |
| Hajduk Split   | Siniša Oreščanin            | 19. července 2019     | Damir Burić             | 20. července 2019     | Před sezonou     |
| [Osijek        | Dino Skender                | 21. září 2019         | Ivica Kulešević         | 22. září 2019         | 4. místo         |
| Rijeka         | Igor Bišćan                 | 22. září 2019         | Simon Rožman            | 23. září 2019         | 3. místo         |
| Slaven Belupo  | Ivica Sertić                | 7. října 2019         | Tomislav Stipić         | 8. října 2019         | 8. místo         |
| Varaždin       | Borimir Perković            | 8. října 2019         | Luka Bonačić            | 9. října 2019         | 10. místo        |
| Hajduk Split   | Damir Burić                 | 19. prosince 2019     | Igor Tudor              | 23. prosince 2019     | 2. místo         |
| Inter Zaprešić | Samir Toplak                | 4. ledna 2020         | Željko Petrović         | 4. ledna 2020         | 8. místo         |
| Varaždin       | Luka Bonačić                | 8. února 2020         | Samir Toplak            | 10. února 2020        | 10. místo        |
| Gorica         | Sergej Jakirović            | 24. února 2020        | Valdas Dambrauskas      | 25. února 2020        | 6. místo         |

## Tabulka
Tabulka je aktuální k 9. 3. 2020.
| Poř. | Tým                  | Z  | V  | R | P  | VG | OG | B  |
| ---- | -------------------- | -- | -- | - | -- | -- | -- | -- |
| 1.   | GNK Dinamo Zagreb    | 26 | 21 | 2 | 3  | 51 | 11 | 65 |
| 2.   | HNK Rijeka           | 26 | 14 | 5 | 7  | 42 | 31 | 47 |
| 3.   | NK Lokomotiva Zagreb | 26 | 14 | 4 | 8  | 41 | 28 | 46 |
| 4.   | HNK Hajduk Split     | 26 | 13 | 6 | 7  | 41 | 23 | 45 |
| 5.   | NK Osijek            | 26 | 11 | 9 | 6  | 38 | 25 | 42 |
| 6.   | HNK Gorica           | 26 | 9  | 8 | 9  | 32 | 40 | 35 |
| 7.   | NK Slaven Belupo     | 26 | 7  | 5 | 14 | 23 | 43 | 26 |
| 8.   | NK Istra 1961        | 26 | 4  | 7 | 15 | 19 | 40 | 19 |
| 9.   | NK Inter Zaprešić    | 26 | 3  | 8 | 15 | 28 | 51 | 17 |
| 10.  | NK Varaždin (N)      | 26 | 3  | 8 | 15 | 18 | 41 | 17 |

Poznámky:
- Z = Odehrané zápasy; V = Vítězství; R = Remízy; P = Prohry; VG = Vstřelené góly; OG = Obdržené góly; B = Body
- (N) = nováček (předchozí sezónu hrál nižší soutěž a postoupil)

|  | Postup do 2. předkola Ligy mistrů UEFA 2020/2021         |
|  | Postup do 2. předkola Evropské ligy UEFA 2020/2021       |
|  | Kvalifikace do baráže o První chorvatskou ligu 2020/2021 |
|  | Sestup do druhé ligy 2020/2021                           |

## Statistiky
zdroj:
stav k 4. srpnu 2019

### Střelci - TOP 10
| # | Hráč             | Klub           | Gól |
| - | ---------------- | -------------- | --- |
| 1 | Mirko Marić      | Osijek         | 17  |
| 2 | Mislav Oršić     | Dinamo Zagreb  | 12  |
| 3 | Mijo Caktaš      | Hajduk Split   | 11  |
| 3 | Antonio Čolak    | Rijeka         | 11  |
| 3 | Kristijan Lovrić | Gorica         | 11  |
| 6 | Ivan Krstanović  | Slaven Belupo  | 10  |
| 7 | Emem Eduok       | Hajduk Split   | 9   |
| 7 | Jairo            | Hajduk Split   | 9   |
| 7 | Damian Kądzior   | Dinamo Zagreb  | 9   |
| 7 | Lirim Kastrati   | Lokomotiva     | 9   |
| 7 | Serder Serderov  | Inter Zaprešić | 9   |
| 7 | Myrto Uzuni      | Lokomotiva     | 9   |